# Tranøy kommun
Tranøy kommun (norska: Tranøy kommune, nordsamiska: Ránáidsullo suohkan) var en kommun i Troms fylke i norra Norge. Kommunens centralort var tätorten Vangsvik på ön Senja. Tranøy kommun gränsade till Torskens kommun i nordväst, Bergs kommun i norr och Lenviks kommun i öster.
Kommunen omfattade bland annat Ånderdalen som ingår i Ånderdalens nationalpark. I Kaperdalen ligger Kaperdalen Samemuseum, som drivs av Midt-Troms Museum.
Den  1 januari 2020 gick Tranøy kommun upp i Senja kommun när denna bildades.

## Administrativ historik
Tranøy kommun grundades 1837 samtidigt med flertalet andra norska kommuner.
Kommunen delades 1886 varvid Sørreisa och Dyrøy kommuner bildades.
1964 överfördes ett område i den yttersta delen av ön Senja samt ön Lemmingvær från Bjarkøy kommun samtidigt som ett område söder om Selfjorden överfördes från Torskens kommun, medan ett område på fastlandet, på södra sidan av Solbergfjorden, överfördes till Dyrøy kommun och området kring Stormoen, söder om Kaperelva på Senja, överfördes till Lenviks kommun.
Den 1 januari 2020 bildades Senja kommun genom sammanslagning av kommunerna Lenvik, Torsken, Berg och Tranøy.

## Kommunvapen
Kommunvapnet, som godkändes 1987, avbildar en böjd svart hälleflundra mot en silverfärgad bakgrund och symboliserar fisket.